# World Sailing
World Sailing er et internationalt sejlsportsforbund. Det er anerkendt af den Internationale Olympiske Komite, som den instans der på verdensplan regulerer sejlsporten, herunder fastsætter regler for kapsejlads.
Forbundet, der oprindeligt hed The International Yacht Racing Union (IYRU) og senere,indtil december 2015, International Sailing Federation ofte forkortet ISAF, blev stiftet den 14. oktober 1907 ved et møde i Paris. Egentlig ville man oprindeligt kun lave et sæt ensartede måleregler for kapsejladser. Den 5. august 1996 blev navnet ændret til International Sailing Federation. Følgende landes sejlsportsforbund deltog som stiftende medlemmer: Belgien, Danmark, Finland, Frankrig, Italien, Nederlandene, Norge, Schweiz, Spanien, Storbritannien, Sverige, Tyskland og Østrig-Ungarn. Der er (marts 2013) 139 medlemmer.
I begyndelsen, indtil 1946, valgte man en formand. I dag er titlen præsident. 

## Præsidenter siden 1946
- Sir Ralph Gore 1946-55,
- Sir Peter Scott 1955-69,
- Beppe Croce 1969-86,
- Peter Tallberg 1986-1994,
- Paul Henderson 1994-2004,
- Göran Petersson 2004-2012,
- Carlo Croce 2012-2016,
- Kim Andersen 2016-2020
- Quanhai Li 2020 –

Danmark er repræsenteret i World Sailing ved Dansk Sejlunion.

## ISAF Hall of Fame
Den 5. november 2007 udnævnte ISAF de første seks medlemmer af sejlsportens Hall of Fame. Det er lidt uklart hvor tit der skal udnævnes nye medlemmer.
- Paul Elvstrøm
- Barbara Kendall (en)
- Sir Robin Knox-Johnston (en)
- Dame Ellen MacArthur
- Olin Stephens (en)
- Eric Tabarly (en)